# Szlaczkoń południowiec
Szlaczkoń południowiec (Colias alfacariensis syn. Colias australis) - gatunek motyla dziennego z rodziny bielinkowatych (Pieridae). 

## Opis
Skrzydła o rozpiętości ok. 40-42  mm, u samca intensywnie żółte. Na przednim skrzydle czarna plamka na żyłce poprzecznej i plama wierzchołkowa, czarna obwódka w dolnej części tylnego skrzydła. Na tylnym skrzydle intensywnie pomarańczowa plamka w kształcie dysku.

## Siedlisko
Jego typowe biotopy to kamieniste stoki i suche łąki. Tereny o podłożu wapiennym.

## Biologia i ekologia
Gąsienice żerują od wczesnej wiosny (forma zimująca) do końca czerwca, a następnie od początku września do późnej jesieni. Część gąsienic przepoczwarcza się jesienią. Zimują zarówno gąsienice jak i poczwarki.

## Okres lotu
Co najmniej w dwóch pokoleniach, pierwsze od końca maja do końca czerwca, drugie od połowy lipca do końca sierpnia, i niekiedy pod koniec września. 

## Rośliny żywicielskie gąsienic
Podstawowymi roślinami żywicielskimi gąsienic są cieciorka pstra, konikleca czubata, dodatkowo rośliny z rodziny bobowatych.